# Oratorianen (Brussel)

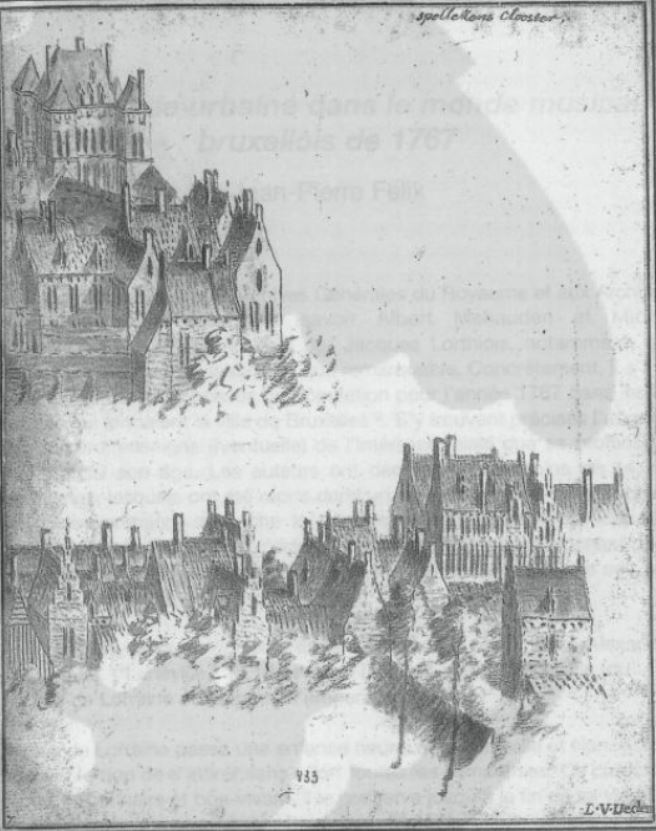
Potloodschets van het Spellekens huys (ca. 1700), waar de Oratoren verbleven van 1633 tot 1662. De naam verwees naar de in 1570 opgehangen Jan Grauwels alias Spelleken.

De Oratorianen van Brussel waren een seculiere priestergemeenschap die bestond van 1628 tot 1796. Ze volgden de Franse regel van Pierre de Bérulle. Hun jongenscollege werd overvleugeld door dat van de Jezuïeten.

## Geschiedenis
Nadat aartsbisschop Jacobus Boonen priesters van het Franse Oratoire naar Leuven had gehaald, riep hij in 1628 enkelen van hen, geleid door François Bourgoing, van daar naar Brussel. De jansenist Boonen zocht een tegengewicht voor de Jezuïeten. Daar het hem niet lukte hen een kapelanij van Sint-Goedele te bezorgen, trokken ze in 1632 in bij pastoor Brukel van de Sint-Gorikskerk. De Oratorianen werden betaald voor het bedienen van de kerk. Tegen het jaareinde vertrok Bourgoing en werd Hugues Quarré hun overste. Hij kreeg van gravin Marguerite de Lalaing 500 florijnen om in het Frans te komen preken in het Klooster van Berlaymont, dat ze recent had opgericht. Aartshertogin Isabella liet de Oratoren bij haar overlijden in 1633 een jaarrente van duizend florijnen en een huis bij Sint-Goedele na, dat ze onmiddellijk betrokken. Het volgende jaar werden ze belast met de misvieringen in de hofkapel. Daarna ging het crescendo: Boonen speelde hen in 1638 het pastoraat van de Lakense kerk toe, van het Sint-Goedelekapittel kregen ze in 1643 inkomsten toegewezen om vijf Oratoren de plebaan te laten bijstaan, en in 1650 bekwamen ze de Finisterraeparochie.
Hoewel de Oratoren het uiteindelijk zouden afleggen tegen de Jezuïeten, hielpen ze wel hun almacht te beknotten. Zo doorbrak de Oratoriaan Rommelspach hun monopolie op godsdienstig onderricht door catechese te beginnen geven in Finisterrae. Toen het protest van de Jezuïeten vergeefs bleek, volgden de andere priesters van de stad zijn voorbeeld.
De Orator Jan Vernimmen lag in 1640 mee aan de basis van een vondelingenhuis geleid door zijn zus Barbara, waaruit het Klein Begijnhof ontstond. Onder Andreas Creusen viel hij in ongenade en bracht hij tijd door in de aartsbisschoppelijke gevangenis.
De regering gaf de Oratoren in 1650 toestemming om een huis op te richten. Ze huurden eerst een gebouw in de Korte Nieuwstraat (de zogenaamde refuge van Laken) en verwierven in 1655 vijf huizen aan de Veemerct en een zesde in de Quackel straete, waar ze in 1662 een 'klooster' lieten zetten. In afwachting verbleven ze in het Spellekens huys, dat ze duur hadden aangekocht en nadien overlieten aan de Engelse dominicanessen. In de huiskapel van het nieuwe klooster was een Madonna van Gaspar de Crayer aangebracht en in de parloir een schilderij van hun stichter Filippo Neri. De tuinen waren prachtig aangelegd in terrassen.
De Oratoren verdwenen uit Brussel onder het Franse bewind. Bij de sluiting in 1796 telden ze zeven priesters en zes broeders. Hun gebouw diende daarna als weeshuis, in 1845 overgebracht naar het voormalige Bogaardenklooster. Sinds 1958 is de plaats ervan ingenomen door de esplanade van het Rijksadministratief Centrum. De nabije Oratoriënberg herinnert nog aan hun bestaan.

## Oversten
- Jean Hugues Quarré (1632-1656)
- Michel Cosyn (-1796)